# Натікацуура
Натікацуура (яп. 那智勝浦町, なちかつうらちょう, натікацу-ура тьо ) — містечко в Японії, у південно-східній частині префектури Вакаяма.
Натікацуура розташована на березі Тихого океану. Містечко славиться великим святилищем Кумано-Наті, одним з трьох святинь Кумано, гарячими ваннами онсен на термальних водах та мальовничими пейзажами тихоокеанського узбережжя. На північному сході Натікацуури знаходиться священна гора Наті.